# Carlos Tejas
Carlos Rodrigo Tejas Pastén (Iquique, 4 de outubro de 1971) é um ex-futebolista chileno que atuava como goleiro.

## Carreira
Considerado um dos melhores goleiros do Chile, com ótimos reflexos em suas defesas e possuidor de uma técnica bastante apurada, Tejas iniciou a carreira em 1995, no Coquimbo Unido, clube onde jogou durante a maior parte de sua carreira.
Seu desempenho debaixo das traves lhe rendeu um contrato com o Santiago Morning, uma equipe de médio porte do país. Conseguiu também ter notável destaque defendendo o gol da agremiação da capital chilena, saindo de lá em 2001, quando regressou ao Coquimbo, mas sua segunda passagem não foi muito longa, pois foi contratado para defender o então temido time do Cobreloa no fim de 2002.
El cuchillo, como é conhecido, saiu dos Zorros em 2004, e a partir de então não se firmou em nenhum time: passou despercebido por La Serena e O'Higgins até regressar pela terceira vez ao Coquimbo Unido.
Mostrando novamente frieza e reflexos embaixo das traves, Tejas, fora dos planos dos 	Piratas para o Campeonato Chileno da Segunda Divisão de 2010, anunciou o fim de sua carreira. 

## Seleção
Apesar de ser considerado um dos melhores goleiros chilenos, Tejas não teve nenhuma chance de mostar o seu talento debaixo das traves da Seleção Chilena. le teve a primeira chance de fazer parte do elenco chileno em 1997, quando foi convocado para ser reserva de Nelson Cossio na Copa América de 1997.
Tentando mostrar novamente seu valor, El cuchillo foi novamente convocado, agora para a Copa de 1998, desta vez para ser terceiro goleiro da equipe, desbancando Cossio (titular do gol chileno em 1997), Marco Antonio Cornez (já aposentado) e Gerhard Reiher - Nelson Tapia passaria a ser titular absoluto e Marcelo Ramírez era seu reserva imediato. Nem quando o Chile já estava classificado para as oitavas-de-final na França, Tejas teve sua chance. Com o time eliminado, o goleiro perdeu cada vez mais espaço.
Percebendo que sua paciência em esperar a chance para atuar em pelo menos uma partida pela seleção chilena, Tejas resolveu abandonar a carreira internacional em 2002, quando o Chile não conseguiu a classificação para a Copa de 2002.